# 패트리어트 (1998년 영화)
패트리어트(The Patriot)는 미국에서 제작된 딘 셈러 감독의 1998년 액션, 스릴러 영화이다. 스티븐 시걸 등이 주연으로 출연하였고 하워드 볼드윈 등이 제작에 참여하였다.

## 출연

### 주연
- 스티븐 시걸

### 조연
- 게일라드 사테인
- L.Q. 존스
- 실라스 웨어 밋첼
- 댄 빈
- 데이먼 칼라조
- 브래드 르랜드
- 몰리 맥클러
- 휘트니 옐로우 로브
- 카밀라 벨

## 제작진
- 원작자: 윌리엄 헤인
- 공동제작: 더그 메츠거
- 공동제작: 폴 몬스
- 협력프로듀서: 카렌 엘리스 볼드윈
- 협력프로듀서: 필립 B. 골드핀
- 미술: 이브 콜리
- 의상: 로잔나 노턴
- 배역: 샤리 로즈